# Omar Gaye
Omar Gaye (Banjul, 18 de septiembre de 1998) es un futbolista gambiano que juega en la demarcación de defensa para el F. C. Francavilla de la Serie D.

## Selección nacional
Hizo su debut con la selección de fútbol de Gambia en un partido amistoso contra Níger que finalizó con un resultado de 0-2 tras los goles de Ablie Jallow y Muhammed Badamosi.

## Clubes
| Club                | País      | Año       | Partidos | Goles |
| ------------------- | --------- | --------- | -------- | ----- |
| SS Juve Stabia      | Italia    | 2017-2018 | 1        | 0     |
| Viareggio Calcio    | Italia    | 2018-2019 | 28       | 3     |
| ASD FC SS Nola 1925 | Italia    | 2019-2020 | 18       | 0     |
| AC Kajaani          | Finlandia | 2020      | 3        | 0     |
| FC Milsami Orhei    | Moldavia  | 2020-2021 | 29       | 1     |
| Maccabi Netanya FC  | Israel    | 2021-2022 | 0        | 0     |
| Real Anacapri       | Italia    | 2023-2024 |          |       |
| Chieti F. C. 1922   | Italia    | 2024      | 9        | 1     |
| F. C. Francavilla   | Italia    | 2024-     | 12       | 1     |